# Konstellation
Als Konstellation wird in der visuellen Astronomie und der astronomischen Phänomenologie die scheinbare Stellung heller Himmelskörper zueinander bezeichnet, wie sie vom Standort eines Beobachters auf der Erde erscheint. Der Begriff wird bis heute sowohl in der Astronomie und Raumfahrt als auch in der Astrologie verwendet.

## Etymologie
Der Begriff setzt sich zusammen aus den lateinischen Wortteilen stella („Stern“) und dem Präfix con („zusammen“), frei übersetzt „Zusammentreffen von Sternen“. Sein ursprünglicher Sinn geht auf die Astrologie zurück (siehe unten – Abschnitte Konstellationen von …) und ist hier synonym mit dem griechischen Wort altgriechisch ἐποχή (epochḗ) „Haltepunkt“. Er bedeutet das „Festhalten“ oder den „Haltepunkt“ des Bildes eines vorübergehenden Zusammentreffens von Himmelskörpern.

## Astronomie
Es handelt sich dabei um scheinbare Himmelsanblicke für den Standort (Bezugssystem) des Beobachters. Als Planetenstand, Mondstand usf. beziehen sie sich auf ein Koordinatensystem am Fixsternhimmel oder auf die Stellung der Himmelskörper zueinander (Aspekt, v. lat.: aspectus = Anblick, Ansicht).
Spezielle Konstellationen (Hauptstellungen) haben eigene Namen, wobei man sie – in der Astrometrie („Sternvermessung“) beziehungsweise als astronomische Ereignisse der Ephemeridenrechnung („astronomisches Tagebuch“) – auch heute noch nach den historischen Begriffen „Wandelsterne“ (Planeten, Planetoiden, Monde) sowie „Fixsterne“ („echte“ Sterne) unterteilt.
Der Begriff bezeichnet vor allem besondere Winkelstellungen der großen Planeten relativ zur Sonne (Konjunktion, Opposition usw.), aber auch des Erdmondes zur Sonne und Erde, analog bei den Monden der anderen Planeten, und die Position von Himmelskörpern zu himmelsmechanischen Referenzpunkten wie Äquinoktium, Periapsis oder Himmelspol, bisweilen auch Begegnungen mit hellen Fixsternen.
Konstellationen im weiteren Sinn betreffen relative Sternörter (Sternkonstellation), insbesondere also die Sternbilder.

## Konstellationen von „Wandelsternen“ (Planeten, Monde, Kometen u.Ä.)

Die Elongationen (Winkelabstände) von Planeten in Bezug auf die Sonne, von der Erde aus gesehen

Die gebräuchlichsten dieser Konstellationen beziehen sich auf den von der Erde aus sichtbaren Winkel zwischen dem Objekt und der Sonne. Er heißt Elongation und ist die Differenz der ekliptikalen Längen von Sonne und Objekt:
- Opposition („Gegenüberstehen“) eines Himmelskörpers: Elongation 180°
- Konjunktion („Begegnen“): Elongation 0°
- Quadratur („Vierung“ oder „Geviertschein“):[2] Elongation 90°
- Halbphase (Dichotomie „Trennung in zwei Hälften“): ein Phasenwinkel von 90°
- die größte bzw. kleinste Elongation bei den inneren Planeten
- Planetenreihe bzw. Aufreihung – entlang der Ekliptik, oder auch mit anderen Gestirnen oder dem Mond bezüglich des Horizonts
- Durchgang (Passage, Transit, Verfinsterung/Okkultation, Bedeckung, nahe Begegnungen), diverse Ereignisse, die sich auf kleine Winkeldifferenz zweier Objekte beziehen.

In der Astrologie sind weitere Konstellationen benannt, beispielsweise Sextil und Trigon für Winkelabstand 60° bzw. 120° von Planeten. Dort wird statt „Konstellation“ auch der Begriff „Aspekt“ verwendet.

## Konstellationen von „Fixsternen“

### Scheinbare Sternansammlungen ohne physischen (gravitativen) Zusammenhang
- die 88 Sternbilder, welche die Internationale Astronomische Union (IAU) als Standard der Himmelskartierung festgelegt hat
- Sogenannte Asterismen:
  - historische Sternbilder der westlichen Astronomie
  - Sternbilder in anderen Kulturen (Sumerer, Altes China, Indien, Mayas usw.)
  - helle Sterngruppen – insbesondere bei auffälliger Form wie z. B. Sternreihen: sie sind meist nur scheinbare Häufungen, wobei die Sterne sehr verschiedene Entfernungen haben können.

### Wahre Sternansammlungen
Sterngruppen und -Haufen, deren Mitglieder räumlich eng benachbart stehen:
- Offene Sternhaufen: gleichzeitig entstandene Sterne, die noch eine lose Gruppe von 20–200 Sonnen bilden – z. B. Plejaden (Siebengestirn) und Hyaden im Stier, Praesepe im Krebs usw.
- enge Sterngruppen in Sternhaufen: Trapez der Plejaden, Stierkopf der Hyaden, Sternketten in nahen Sternhaufen wie Messier 36
- Kugelsternhaufen: sehr kompakte „Nebel“ mit 50.000–500.000 Sternen, die auch im Teleskop nur am Rand in Einzelsterne auflösbar sind
- Galaxien:
  - die Milchstraße und ihre nahen Spiralarme, deren hellste Sterne als Teil mancher Sternbilder oder als Sternwolken erscheinen können
  - nahe Spiralnebel, von denen in Großteleskopen einzelne Riesensterne erkennbar sein können
- Galaxiengruppen (Galaxienhaufen) und die Großstrukturen des Universums: sie sind freiäugig nicht erkennbar, werden daher nur selten als Konstellation bezeichnet.

In der Praxis ist es wegen der Schwierigkeiten bei der Messung von Fixsternen in großer Entfernung nicht immer mit Sicherheit möglich, festzustellen, ob eine Gruppierung von Fixsternen eine scheinbare oder eine echte Ansammlung ist.